# Vaceuchelus scrobiculatus
Vaceuchelus scrobiculatus là một loài ốc biển, là động vật thân mềm chân bụng sống ở biển thuộc họ Chilodontidae.

## Phân bố
Chúng phân bố ở Red Sea